# Eugen Hess
Eugen Hess, auch Eugen Heß (* 25. Juni 1824 in München; † 21. November 1862 ebenda), war ein deutscher Maler, Zeichner und Radierer.

## Leben

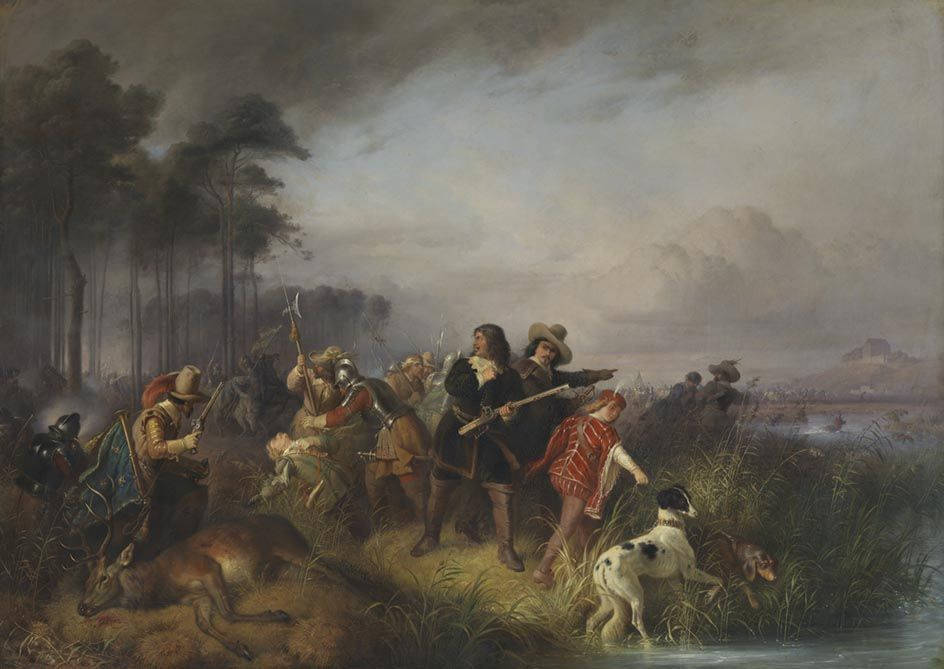
Der schwedische General Wrangel auf der Jagd bei Dachau von dem bayerischen Feldherrn Johann von Werth überrascht, 1854, Darstellung der Schlacht bei Dachau, Bayerische Staatsgemäldesammlungen

Eugen Hess wurde als ältester Sohn des aus Düsseldorf gebürtigen Münchner Schlachten- und Genremalers Peter Hess in eine bedeutende Künstlerdynastie geboren. Väterlicherseits waren der Kupferstecher Carl Ernst Christoph Hess und dessen Ehefrau Marie Lambertine, eine Tochter des Düsseldorfer Akademiedirektors Lambert Krahe, seine Großeltern. Seine Großonkel waren der Architekt Peter Joseph Krahe und der Kupferstecher Heinrich Schmitz, seine Onkel die Maler Karl und Heinrich Maria Hess, seine Cousins der Bildhauer Anton Hess und der Maler August Hess (1834–1893). 
Wie sein jüngerer Bruder Max erhielt Eugen eine erste künstlerische Ausbildung bei seinem Vater. Ihn begleitete er 1839 auf dessen Reisen durch Norddeutschland, Polen und Russland. Unter väterlicher Aufsicht entwickelte er sich bereits in den 1840er Jahren zu einem selbstständigen Künstler. In den Jahren 1849 bis 1850 bereiste er zur weiteren Ausbildung Antwerpen, Brüssel und Paris. 1850 vollendete Hess in Brüssel das Gemälde Ein Ritter bei Dominikanern zu Gast, welches er 1853 bei der Ausstellung im Münchner Kunstverein präsentierte. Nach Meinung einiger Zeitgenossen stellte das Bild sein erfolgreiches Selbststudium der niederländischen Schule des 16. und 17. Jahrhunderts unter Beweis. An weiteren Ausstellungen im Münchner und Prager Kunstverein nahm er teil. Gemeinsam mit seinem Vater schuf er 1861 im Auftrag des bayerischen Königs Maximilian II. Joseph das Historienbild Washington zwingt General Cornwall zur Übergabe von Yorktown. Es spiegelt seine bevorzugte Beschäftigung mit Schlachten- und Jagdszenen wider.
Eugen Hess starb 1862 im Alter von 38 Jahren in München.

## Grabstätte

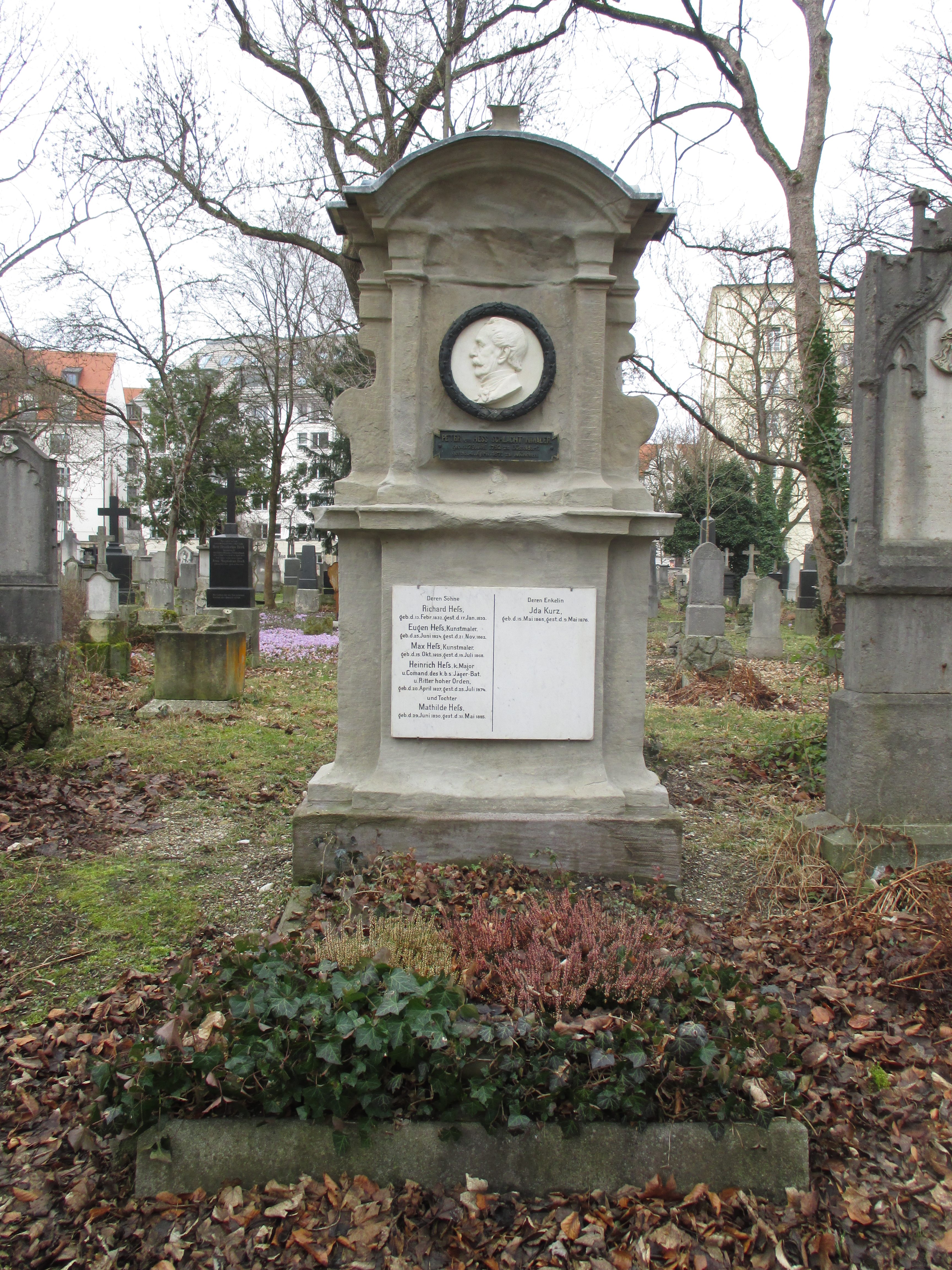
Grab von Eugen Hess auf dem Alten Südlichen Friedhof in München

Die Grabstätte von Eugen Hess befindet sich auf dem Alten Südlichen Friedhof in München (Gräberfeld 13, Reihe 1, Platz 51) Standort.